# Nathaniel Prentice Banks

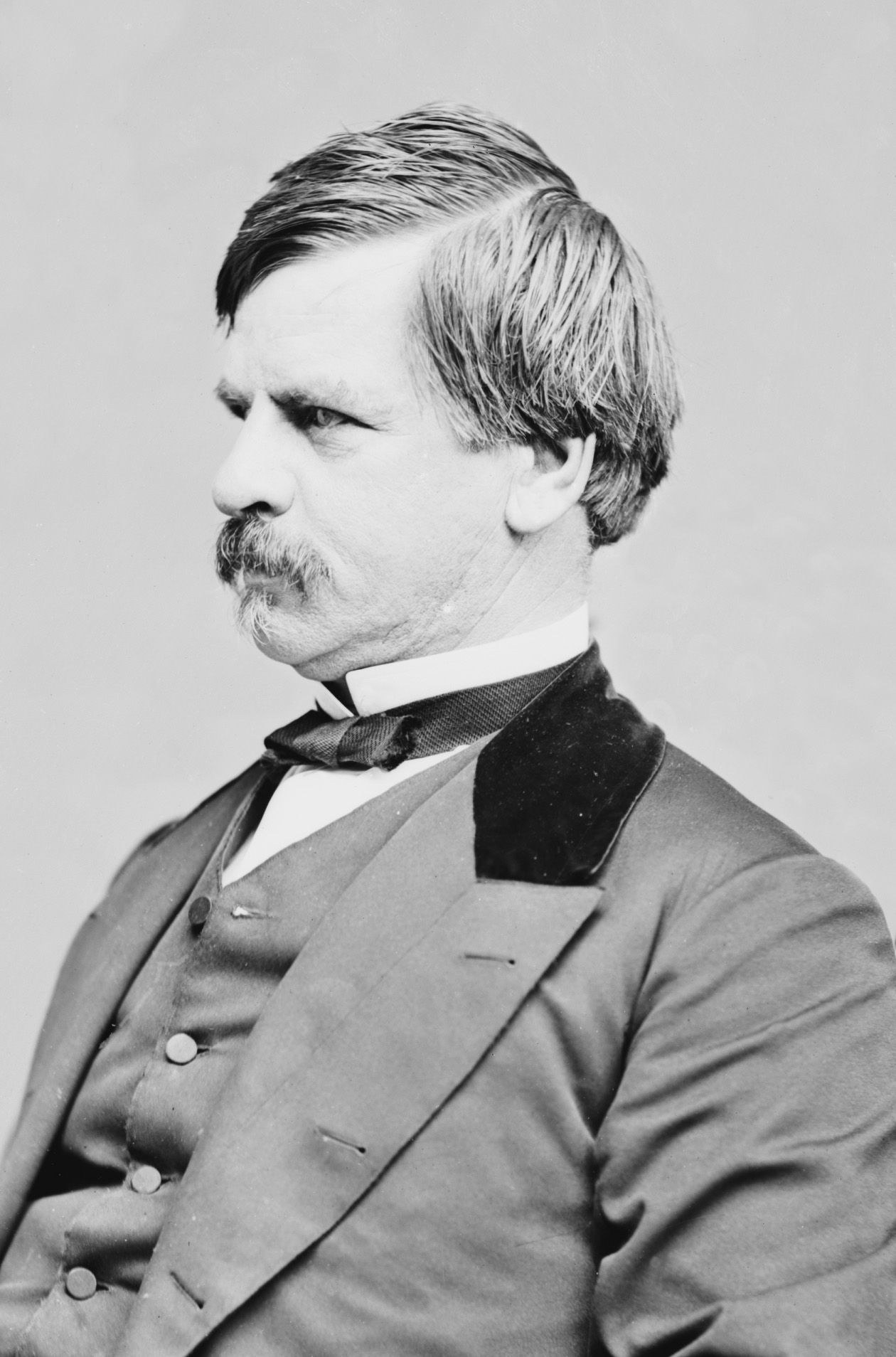
Nathaniel Prentice Banks

Nathaniel Prentice Banks (ur. 30 stycznia 1816 w Waltham w Massachusetts, zm. 1 września 1894 tamże) – amerykański polityk, generał armii Unii w wojnie secesyjnej.

## Życiorys
Po ukończeniu szkoły podstawowej pracował w zakładzie bawełnianym, później wydawał tygodniową gazetę, studiował prawo, po czym zajął się polityką. W latach 1849–1853 pracował w stanowej legislaturze Massachusetts, w 1853 był prezesem konwencji konstytucyjnej, w tym samym roku wszedł do Kongresu. Przez pewien czas popierał Partię Demokratyczną i Partię Wolnej Ziemi, później Partię Nic Niewiedzących. W 1855 wstąpił do nowo powstałej Partii Republikańskiej, a w rok później został wybrany spikerem Izby Reprezentantów. Zasiadał w Kongresie do wybrania go gubernatorem Massachusetts w 1858, którym pozostał do wybuchu wojny secesyjnej. Choć jako gubernator był zdecydowanym orędownikiem pokoju, to po rozpoczęciu wojny, jako jeden z pierwszych, zgłosił gotowość służby w armii prezydentowi Lincolnowi, który w 1861 mianował go generałem brygady. Służył podczas kampanii w dolinie Shenandoah, później dowodził Departamentem Wybrzeża w Nowym Orleanie, a w 1863 siłami prowadzącymi oblężenie w Port Hudson w Luizjanie (zdobyty przez Unię w lipcu tego roku). W 1863 i 1864 organizował wiele ekspedycji do Teksasu, jednak jako taktyk okazał się nieskuteczny, a jego późniejsza kampania na Red River w Luizjanie (od marca do maja 1864) skończyła się porażką. Po wojnie wrócił do polityki, w 1865 ponownie został wybrany kongresmenem (do 1873). Zasiadał w Kongresie również w latach 1875–1879 i 1889–1891.